# Narathura lana
Narathura lana är en fjärilsart som beskrevs av Evans 1957. Narathura lana ingår i släktet Narathura och familjen juvelvingar. Inga underarter finns listade i Catalogue of Life.